# Teatre de Sabrata
El teatre de Sabrata és un teatre romà de pedra sorrenca del final del segle II dC.

## Història
Sabrata, fundada pels fenicis fa uns 2.500 anys, i controlada pels romans segles després, va ser un dels punts comercials més importants de l'Imperi Romà.
En l'actualitat Sabrata, malgrat la seva poca demografia, conté una de les restes arqueològiques més importants de la història, la qual cosa ha fet que estigui considerada Patrimoni de la Humanitat. De tot el conjunt, el monument més conegut i valorat és l'amfiteatre, a causa del seu bon estat de conservació.
El teatre romà de Sabrata va ser construït el 190 dC. L'any 365 dC va quedar pràcticament destruït per un terratrèmol devastador.
En els anys vint del segle xx va ser reconstruït per arqueòlegs alemanys. Mussolini va fer restaurar el teatre, que estava en ruïnes des del terratrèmol de l'any 365 dC, i el 1937 va assistir a la seva reobertura, en què es va representar una funció d'Èdip rei.
L'any 2015 ISIS va establir tropes a la ciutat de Sabrata, la qual cosa va fer témer pel seu futur, ja que el grup armat ja havia destrossat altres obres de valor històric i artístic incalculable en diferents punts històrics de Síria, com Palmira, on va destruir amb explosius temples, amfiteatres, columnes i escultures pel fet de considerar-los “falsos ídols”.

## Descripció
És un teatre romà amb capacitat per a unes 6.000 persones. En destaca l'escena (que es manté sencera, la qual cosa fa més important encara aquest teatre, ja que només 11 teatres romans de tot el món conserven aquesta part intacta), la qual presenta tres nivells, i inclou 108 columnes d'estil corinti distribuïdes al llarg dels seus 20 metres d'altura. A la base s'observen fornícules que conserven les talles escultòriques, amb figures mitològiques com Hèrcules, Mercuri o diverses escenes com, per exemple, el judici de Paris.
Com a curiositat, d'aquest teatre romà es conserva el petit mur que aïllava les sis files dels notables de la ciutat de la resta de la graderia, la qual cosa posa de manifest l'existència d'una societat fortament jerarquitzada.
A més d'aquestes fileres, els romans van introduir en els seus teatres tribunes d'honor (tribunalia) sobre les entrades laterals de l'edifici, que són l'origen de les llotges, que al cap i a la fi tenen com a característica essencial aïllar els seus ocupants dels espectadors situats al mateix nivell.